# Le Sserafim
Le Sserafim (en hangul, 르세라핌; romanización revisada, Reuserapim; estilizado como LE SSERAFIM), es un grupo femenino surcoreano formado por Source Music. Está compuesto actualmente por cinco miembros: Sakura, Chaewon, Yunjin, Kazuha y Eunchae. Originalmente siendo un grupo de seis miembros, Garam dejó el grupo en julio de 2022. El grupo hizo su debut oficial el 2 de mayo de 2022 con el EP Fearless.

## Nombre
El nombre del grupo, Le Sserafim, es un anagrama de la frase «I'm Fearless» (en español: «no tengo miedo»).

## Carrera

### 2011-2021: Actividades previas al debut
Sakura debutó como actriz en la película Ano Hito Ano Hi en 2011 y ese mismo año se unió al grupo idol japonés HKT48 como una aprendiz de primera generación. En 2012 la promovieron a miembro completo del Equipo H de HKT48, mientras que en 2014 la transfirieron al Equipo KIV. Tras formar parte del grupo durante diez años, Sakura se graduó oficialmente el 27 de junio de 2021.
Sakura, Chaewon y Yunjin participaron en el programa de competencia de telerrealidad Produce 48 en 2018. Yunjin representó a la compañía Pledis Entertainment y Chaewon a Woollim Entertainment. Sakura y Chaewon terminaron en el segundo y décimo puesto respectivamente, por lo que fueron seleccionadas como integrantes del grupo femenino Iz*One y promocionaron con este hasta su separación el 29 de abril de 2021. Yunjin terminó en la 26.º posición y fue eliminada en el episodio once.
Antes de unirse al grupo, Kazuha era una bailarina de ballet profesional y fue reclutada mientras estudiaba en Países Bajos.

### 2022: Debut conFearless, salida de Kim Ga-ram yAntifragile
El 14 de marzo de 2022, Source Music anunció que formaría un nuevo grupo femenino en colaboración con Hybe Corporation, con Sakura y Kim Chaewon como las primeras integrantes, y una semana después Hybe confirmó que debutaría en mayo. Desde el 4 hasta el 9 de abril se reveló a cada miembro mediante videos, con el lema «The First Moment of Le Sserafim», en el siguiente orden: Sakura, Kim Ga-ram, Hong Eun-chae, Kim Chae-won, Kazuha y Huh Yun-jin. El 13 de abril, Source Music anunció que Le Sserafim debutaría el 2 de mayo de 2022 con el EP Fearless. Las órdenes anticipadas del álbum superaron las 270 000 y 380 000 copias en siete y dieciséis días respectivamente. El 10 de mayo de 2022, ocho días después de su debut, el grupo obtuvo su primera victoria en un programa de música en The Show.
El 20 de mayo de 2022, debido al aumento de acusaciones de acoso escolar contra Kim Garam y a las investigaciones pendientes sobre estas, Hybe Corporation y Source Music publicaron un comunicado en el que anunciaban que suspenderían temporalmente las actividades de Garam y que Le Sserafim promocionaría como un quinteto. El 20 de julio, Hybe Corporation y Source Music anunciaron que habían terminado su contrato con Kim Ga-ram y que ya no formaría parte del grupo. Ofrecieron una disculpa por los inconvenientes causados por el escándalo y confirmaron que Le Sserafim continuaría oficialmente con cinco miembros.
Le Sserafim regresó con su segundo EP titulado Antifragile el 17 de octubre del 2022, acompañado de la pista principal del mismo nombre, marcando el primer lanzamiento del grupo desde la salida de Garam. El EP alcanzó un total de 600,000 preordenes previo a su lanzamiento y logró colocarse en la posición #14 del Billboard 200, logrando convertir a Le Sserafim en el grupo femenino de K-Pop que más rápido debutó en dicha lista musical. Además, tanto el álbum como el sencillo alcanzaron el puesto #3 en las listas mensuales del sitio surcoreano Circle Chart en sus respectivas secciones.

### 2023: Debut japonés con «Fearless» yUnforgiven
Le Sserafim realizó su debut japonés el 25 de enero del 2023 con su sencillo «Fearless», el cual contiene versiones japonesas de sus canciones «Fearless» y «Blue Flame», además de una canción nueva titulada «Choices». El 16 de marzo de 2023, Source Music informó que Le Sserafim regresaría a principios de mayo. El 3 de abril, este fue revelado como su primer álbum de estudio, titulado Unforgiven, que fue lanzado el 1 de mayo. En junio, se anunció que el grupo se embarcaría en su primera gira, Flame Rises, a partir de agosto. El 25 de julio, el grupo lanzó su segunda canción japonesa original, «Jewelry», de su segundo sencillo japonés, «Unforgiven». El sencillo, lanzado el 23 de agosto, también incluía versiones japonesas de «Unforgiven» y «Antifragile». El 12 de octubre, Source Music anunció que el grupo lanzaría su primer sencillo digital en inglés, «Perfect Night», el 27 de octubre en colaboración con Blizzard Entertainment para promocionar Overwatch 2. Un evento en el juego, con el tema del grupo, comenzó el 1 de noviembre y finalizará el 20 de noviembre. Presenta nuevas máscaras y un modo de captura por tiempo limitado basado en banderas, junto con otros cosméticos temáticos de Le Sserafim. El grupo apareció en la BlizzCon el 4 de noviembre.

### 2024-presente:Easy,CrazyyHot
El 17 de febrero de 2025, Le Sserafim anunció su quinto EP titulado Hot. El EP será publicado el 14 de marzo.

## Miembros
- Sakura (en hangul, 사쿠라)
- Chaewon (en hangul, 김채원) – Líder[36]
- Yunjin (en hangul, 허윤진)
- Kazuha (en hangul, 카즈하)
- Eunchae (en hangul, 홍은채)

Exmiembros:
- Garam (en hangul, 김가람)

## Discografía

### Álbumes de estudio
- 2023: Unforgiven

### EPs
- 2022: Fearless
- 2022: Antifragile
- 2024: Easy
- 2024: Crazy
- 2025: Hot

## Videografía
| Año  | Vídeo musical                                              | Director(es)         | Ref.   |
| ---- | ---------------------------------------------------------- | -------------------- | ------ |
| 2022 | «Fearless»                                                 | Guzza (KUDO)         | [ 37 ] |
| 2022 | «Antifragile»                                              | Soonsik Yang         | [ 38 ] |
| 2022 | «Impurities»                                               | Jihye Yoon (Lumpens) | [ 39 ] |
| 2023 | «Fearless» (japanese ver.)                                 | Soonsik Yang         | [ 40 ] |
| 2023 | «Unforgiven» (feat. Nile Rodgers)                          | Soonsik Yang         | [ 41 ] |
| 2023 | «Eve, Psyche & The Bluebeard's Wife»                       | Jihye Yoon (Lumpens) | [ 42 ] |
| 2023 | «Unforgiven (Japanese ver.) (featuring Nile Rodgers, Ado)» | Soonsik Yang         | [ 43 ] |
| 2023 | «Perfect Night»                                            | Woogie Kim           | [ 44 ] |

## Giras musicales
- Flame Rises (2023)